# KX Velorum
KX Velorum (KX Vel / f Velorum) es un sistema estelar situado en la constelación de Vela.
Tiene magnitud aparente +5,09 y se encuentra, de acuerdo a la nueva reducción de los datos de paralaje de Hipparcos, a una distancia aproximada de 983 pársecs (3205 años luz) del sistema solar; no obstante, debido al error en la medida del paralaje, su distancia podría ser de hasta 4400 años luz.
La componente principal de KX Velorum es una gigante blanco-azulada de tipo espectral B0III.
Tiene una elevada temperatura efectiva de 29.000 K y una luminosidad 120.000 veces superior a la del Sol.
Distintas fuentes estiman su masa entre 13,8 y 19,2 masas solares, en cualquier caso por encima del límite a partir del cual las estrellas finalizan su vida explosionando como supernovas.
Es una binaria espectroscópica —su naturaleza binaria es conocida por el desplazamiento Doppler de sus líneas espectrales— con un período orbital de 26,31 días.
La acompañante eclipsa la estrella principal produciendo una disminución de brillo de 0,08 magnitudes.
Una tercera componente completa el sistema KX Velorum.
Visualmente a 3,2 segundos de arco de la binaria espectroscópica se puede observar una estrella de décima magnitud que se piensa que también forma parte del sistema.
El conjunto tiene una edad aproximada de 6,1 ± 2,0 millones de años.